# The Sensual World
Pour un article plus général, voir Discographie et vidéographie de Kate Bush.
Albums de Kate Bush
The Whole Story
(1986) The Red Shoes
(1993)
Singles
1. The Sensual World
Sortie : 18 septembre 1989
2. This Woman's Work
Sortie : 20 novembre 1989
3. Love and Anger
Sortie : 26 février 1990

The Sensual World est le sixième album studio de la chanteuse britannique Kate Bush.
Il est sorti en octobre 1989 et a culminé à la deuxième place dans les charts britanniques. Il a été certifié disque de platine par la BPI pour 300 000 ventes au Royaume-Uni et disque d'or par la RIAA aux États-Unis. Pour cet album, Kate Bush a fait appel à de grands musiciens pour l'accompagner, tels que Alan Stivell, le Trio Bulgarka, Dónal Lunny ainsi que Davy Spillane, David Gilmour, Michael Kamen, John Giblin, Del Palmer et Stuart Elliott, entre autres.
Il fait partie des 1001 albums qu'il faut avoir écoutés dans sa vie.

## Production
La chanson-titre est dominée une instrumentation irlandaise (uilleann pipes, fiddle, whistle). Kate Bush s’inspira du roman Ulysse de James Joyce pour les paroles. Elle réalisa que le monologue de Molly Bloom, dernier passage du roman, correspondait à la musique qu'elle avait créée. Lorsque les successeurs de James Joyce refusèrent de lui accorder les droits du texte, elle en réécrit un autre faisant écho au passage original, quand Molly sort des pages du livre et se délecte du monde réel (« Stepping out of the page into the sensual world » - « Sortant de la page dans le monde sensuel »). La chanson est également marquée tout du long par l'envoûtant murmure de la chanteuse reprenant le « Yes » du texte original.
Bush fait également allusion au poème Jerusalem de William Blake dans un passage où elle fait référence à sa création : « And my arrows of desire rewrite the speech » - « Et mes flèches de désir réécrivent le discours ».
Les chansons Deeper Understanding, Never Be Mine et Rocket's Tail sont toutes accompagnées par les chœurs du groupe vocal bulgare Trio Bulgarka. Heads Were Dancing comprend une ligne de basse caractéristique de Mick Karn jouant sur une Fretless. La chanson This Woman's Work du film La Vie en plus (1988) a été rééditée pour cet album.
Durant les sessions, Kate Bush collabore avec le harpiste français Alan Stivell sur les chansons The Fog, Between a Man and a Woman et une chanson traditionnelle bretonne Kimiad ar soudard yaouank. La dernière sur laquelle Kate assure seulement les claviers et les chœurs n'apparait pas sur l'album, mais quatre ans plus tard sur l'album Again d'Alan Stivell. Ce sont des derniers enregistrements avec le guitariste Alan Murphy qui décède deux jours après la sortie de The Sensual Words du sida.
Sorti alors que les lecteurs CD devenaient de plus en plus populaires, le disque original se terminait par This Woman's Work, tandis que Walk Straight Down the Middle était inclus comme piste bonus sur les versions CD et cassettes de l'album. L’écart entre ces deux morceaux est légèrement plus long pour indiquer que l’album devait se terminer par This Woman's Work.
Une collection de vidéos intitulée The Sensual World: The Videos a également été publiée. Il contenait des vidéos pour la chanson titre Love and Anger et This Woman's Work (toutes dirigées par Kate Bush elle-même), ainsi que des extraits d'une interview accordée par Kate Bush à la chaîne de télévision musicale VH1.

## Réception
« Alors que la voix féerique de Bush suffirait probablement à maintenir les éléments disparates de The Sensual World ensemble, l’album s’inspire également de l’alternance hypnotiquement sinueuse des flûtes du titre », écrivait Robert Sandall dans Q. « Il y a quelques accords de puissance à expédier çà et là, notamment sur Love and Anger, mais l'ambiance dominante est celle de la rêverie orientale, et rappelle le groupe Japan. Et le dernier morceau de la face A , Heads We're Dancing reproduit le son de basse mystérieux et préféré de Mick Karn. » Slant Magazine a classé l’album au numéro 55 sur sa liste des « Meilleurs albums des années 1980 », écrivant : « Douée d'une des voix les plus expressives de la musique, Bush emmène chaque chanson plus loin qu'elle ne le doit, donnant ainsi un album qui forme son propre monde. »

### Distinctions
En 1991, The Sensual World a été nommé pour un Grammy Award du meilleur album de musique alternative.
Kate Bush a également été nommée pour deux Brit Awards en 1990 : Meilleure Productrice Britannique et Meilleur Album Britannique de l'année pour The Sensual World.

## Postérité
Le 27 novembre 2005, This Woman's Work figure dans la série télévisée britannique Walk Away and I Stumble avec Tamzin Outhwaite. En raison de cette diffusion, la chanson a atteint la troisième place du UK Download Chart à la fin de la même année. Cette chanson a également été utilisée dans une publicité télévisée britannique de longue date pour la National Society for the Prevention of Cruelty to Children, diffusée entre 2005 et 2008, et dans Extras Christmas Special en 2007. Une version de la chanson a été enregistrée par l'artiste de R&B Maxwell en 1997 pour son album MTV Unplugged.
En mai 2011, Bush a publié un nouvel album, Director's Cut, qui présentait les nouvelles versions de quatre chansons de The Sensual World, y compris la chanson titre désormais intitulée Flower of the Mountain. Ayant finalement obtenu l’autorisation de la famille de James Joyce, elle enregistra de nouvelles voix utilisant le soliloque de Molly Bloom comme texte de la chanson. En outre, elle a réenregistré une version clairsemée et réservée au piano de This Woman's Work. La nouvelle version de Deeper Understanding est sortie en single, accompagnée d'une vidéo.

## Liste des pistes
Toutes les chansons sont écrites et composées par Kate Bush.
| 1.    | The Sensual World             | 3:57 |
| 2.    | Love and Anger                | 4:42 |
| 3.    | The Fog                       | 5:04 |
| 4.    | Reaching Out                  | 3:11 |
| 5.    | Heads We're Dancing           | 5:17 |
| 6.    | Deeper Understanding          | 4:46 |
| 7.    | Between a Man and a Woman     | 3:29 |
| 8.    | Never Be Mine                 | 3:43 |
| 9.    | Rocket's Tail                 | 4:06 |
| 10.   | This Woman's Work             | 3:32 |
| 11.   | Walk Straight Down the Middle | 3:48 |
| 45:51 |                               |      |

## Personnel
- Kate Bush - piano, claviers, chant
- Del Palmer - Fairlight CMI percussion, basse (1, 4, 7), guitare rythmique, percussion (5)
- David Gilmour - guitare (2, 9)
- Alan Murphy - guitare (3, 5, 7)
- Dónal Lunny - bouzouki (1)
- Alan Stivell - harpe celtique (3, 7), chœurs (7)
- John Giblin - basse (2, 6, 9)
- Mick Karn - basse (5)
- Eberhard Weber - contrebasse (8, 11)
- John Sheahan - violon (1)
- Nigel Kennedy - violon (3), violon alto (5)
- Balanescu Quartet - violons + violoncelle (4)
- Jonathan Williams - violoncelle (3, 5, 7)
- Bill Whelan - arrangements ("The Irish sessions")
- Michael Kamen - arrangements orchestraux (3, 5, 10)
- Michael Nyman - arrangement des cordes (Balanescu Quartet) (4)
- Trio Bulgarka - chant (6, 8, 9)
- Yanka Rupkina (du Trio Bulgarka) - chant solo (6, 9)
- Dimitar Penev - arrangements (Trio Bulgarka)
- Charlie Morgan - batterie (1, 4, 6, 11)
- Stuart Elliott - batterie (2, 3, 5, 7, 8, 9)
- Paddy Bush - fouet (1), valiha, chœurs (2), mandoline (4), tupan (6)
- Davy Spillane - uilleann pipes (1, 8), whistle (3)
- "Dr. Bush" (Robert Bush, le père de Kate) - dialogue (3)

### Production
- Kate Bush - productrice
- Del Palmer - ingénieur, mixing (11)
- Haydn Bendall, Kevin Killen, Paul Gomazel - assistants ingénieurs
- Tom Leader - assistant ingénieur (Trio Bulgarka sessions)
- Andrew Boland - ingénieur ("The Irish sessions")
- John Grimes - assistant ingénieur ("The Irish sessions")
- Kevin Killen - mixing (1-10)
- Ian Cooper - mastering

## Certifications et ventes
| Région                | Certification | Ventes  |
| --------------------- | ------------- | ------- |
| Canada (Music Canada) | Or            | 50 000  |
| France (SNEP)         | Or            | 95 300  |
| Japon (Oricon Charts) | —             | 20 010  |
| Royaume-Uni (BPI)     | Platine       | 330 000 |
| États-Unis (RIAA)     | Or            | 500 000 |